# Горобець Ксенія Ісаківна
Ксенія Ісаківна Горобе́ць (нар. 20 березня 1930, Клембівка) — українська вишивальниця; заслужений майстер народної творчості УРСР з 1984 року.

## Біографія
Народилася 20 березня 1930 року в селі Клембівці (нині Могилів-Подільський район Вінницької області, Україна). 
Вишиває жіночі блузи, чоловічі сорочки, рушники тощо.